# سانت أنجيلو موكسارو
سانت أنجيلو موكسارو (بالإيطالية: Sant'Angelo Muxaro)‏ هي بلدية في مقاطعة أغريجنتو في صقلية الإيطالية.

## السكان
في سنة 1861 بلغ عدد السكان 1٬006 نسمة، وتطور العدد ليصل في سنة 2011 لـ 1٬471 نسمة.
يظهر هذا المخطط البياني تطور النمو السكاني لـ سانت أنجيلو موكسارو